# Sport Club Santos Dumont
Sport Club Santos Dumont foi um clube brasileiro da cidade de Salvador, capital do estado da Bahia. Ele foi um dos principais clubes do início do futebol no estado e suas cores eram o rosa e preto.
Foi fundado no dia 3 de maio de 1904, em homenagem ao aviador Alberto Santos Dumont. O primeiro presidente do clube foi Octaviano de Souza Paraíso. Tornou-se vice-campeão do Campeonato Baiano de Futebol em 1908 e 1909. Em 1910, o Santos Dumont sagrou-se campeão baiano ao derrotar o São Paulo Club por 2 a 1 no dia 11 de Dezembro.

## História
O Sport Club Santos Dumont foi fundado no dia 3 de maio de 1904 em Salvador, seu nome é em homenagem ao aviador Alberto Santos Dumont e seu primeiro presidente foi Octáviano de Souza Paraíso.
Em 1906 ele participou pela primeira vez de um Campeonato Baiano não fez uma campanha tão boa vencendo apenas um jogo e terminando na penultima posição do campeonato que na época era a terceira. No ano seguinte ele conseguiu melhores resultados ganhando dois jogos, perdendo dois e empatando dois também, mas assim como no ano anterior ele terminou em terceiro lugar.
No Campeonato Baiano de 1908 tiveram apenas 3 clubes, o Santos Dumont terminou com o seu primeiro vice campeonato, o feito se repetiu no ano seguinte quando ele conquistou novamente o vice campeonato, já em 1910 ele conquistou o seu primeiro e único título em sua história, Depois de derrotar o Vitória ele garantiu o seu Campeonato Baiano com uma campanha bastante vitoriosa.
Em 1911 o Sport Club Bahia garantiu o seu primeiro e único estadual esse ano enquanto o Santos Dumont terminou o campeonato em quarto lugar que na época era o penúltimo. Provavelmente por conta da crise que o clube vinha passando naquele tempo, ele não disputou o estadual de  1912 e o clube foi extinto.

## Títulos
| ESTADUAIS | ESTADUAIS         | ESTADUAIS | ESTADUAIS  | ESTADUAIS |
|           | Competição        | Títulos   | Temporadas |           |
|           | Campeonato Baiano | 1         | 1910       |           |
| --------- | ----------------- | --------- | ---------- | --------- |